# Тацяна Сивец
Тацяна Сивец (на беларуски: Таццяна Сівец) е беларуска поетеса, есеистка, драматург, преводачка.
Главен редактор на „Літаратура і мастацтва“, член на Съюза на писателите на Беларус. Телевизионен водещ на програмата „Ди@блог. За литературата“ на телевизионния канал „Беларус 3“ (2013 — 2017).

## Биография
Завършва музикално училище и Беларуския държавен институт „Максим Танк“ със специалност „Английски език и литература“. Поетеса и преводачка. Главен редактор на в. „Літаратура і мастацтва“. Член на ръководството на Съюза на писатели на Беларус.
Лауреат на литературната награда „Златният Купидон“ в категорията за детските книги на Съюза на писателите на Беларус за книгата „Куды прапала малпа Маня?“ (2013).